# Varadka
Varadka é um município da Eslováquia, situado no distrito de Bardejov, na região de Prešov. Tem 7,37 km² de área e sua população em 2018 foi estimada em 228 habitantes.

## Demografia
| Ano:        | 1994 | 2004    | 2014    | 2024   |
| ----------- | ---- | ------- | ------- | ------ |
| Broj ljudi: | 131  | 174     | 200     | 251    |
| Razlika:    |      | +32,82% | +14,94% | +25,5% |

| Ano:               | 2023 | 2024   |
| ------------------ | ---- | ------ |
| Número de pessoas: | 251  | 251    |
| Diferença:         |      | +1,42% |